# Guro Reiten
Guro Reiten (* 26. Juli 1994 in Sunndalsøra, Møre og Romsdal) ist eine norwegische Fußballspielerin, die seit 2019 für den FC Chelsea und seit 2014 für die A-Nationalmannschaft spielt.

## Karriere

### Vereine
Guro Reiten spielte in ihrer Jugend zunächst in ihrem Heimatort und dann bei Kattem IL. Nachdem Kattem nach der Saison 2012 die Mannschaft aus der ersten Liga zurückgezogen hatte, wechselte sie zum norwegischen Serienmeister der 1990er Jahre Trondheims-Ørn, der seine führende Stellung aber zu dem Zeitpunkt schon verloren hatte. So erreichte sie mit den Adlern in den drei Spielzeiten nur Plätze im unteren Tabellenmittelfeld. Zur Saison 2017 wechselte sie nach 96 Erstligaspielen mit 26 Toren für Trondheim zum neuen Serienmeister Lillestrøm SK Kvinner, mit dem sie auf Anhieb Meister und mit 18 Toren Torschützenkönigin wurde. Beide Erfolge konnte sie 2018 wiederholen, wobei ihr in diesem Jahr sogar 21 Tore gelangen. Zudem gewann sie mit Lillestrøm den norwegischen Pokal, wobei sie beim 4:0 im Pokalfinale gegen IL Sandviken zwei Tore schoss. Als Meister des Jahres 2017 nahm sie mit Lillestrøm an der UEFA Women’s Champions League 2017/18 teil, wo sie im Sechzehntelfinale den dänischen Meister Brøndby IF durch ein torloses Heim-Remis und einen 3:1-Auswärtssieg ausschalteten. Im Achtelfinale gab es dann zwei Niederlagen (0:5 und 1:2) gegen den englischen Meister Manchester City. Ein Jahr später wurde nach Erfolgen im Sechzehntel- und Achtelfinale gegen den russischen Meister Swesda 2005 Perm (3:0 und 1:0) und Brøndby IF (1:1 mit ihrem ersten CL-Tor und 2:0) das Viertelfinale erreicht, in dem sie den Frauen des FC Barcelona mit 0:3 und 0:1 unterlagen. Im Dezember 2018 wurde sie für die Wahl zu Norwegens Fußballerin des Jahres nominiert. Letztlich ging der Titel an Ada Hegerberg. Nach der WM 2019 verstärkte sie die norwegische Fraktion beim FC Chelsea, wo sie einen Dreijahresvertrag erhielt. Beim COVID-19-bedingten Abbruch der FA Women’s Super League 2019/20 stand Chelsea auf dem zweiten Platz, hatte aber die beste Quote und wurde daher zum Meister erklärt. Mit den Londonerinnen unterlag sie in der Saison 2020/21 im Champions-League-Finale den Spielerinnen des FC Barcelona mit 0:4. In der UEFA Women’s Champions League 2021/22 belegte sie mit Chelsea in der erstmals ausgetragenen Gruppenphase hinter den punktgleichen Mannschaften des VfL Wolfsburg und Juventus Turin nur den dritten Platz, da sie im direkten Vergleich die schlechtere Tordifferenz hatten. Entscheidend dabei war die 0:4-Auswärtsniederlage gegen Wolfsburg am letzten Spieltag. Guro kam bei den sechs Spielen zum Einsatz und erzielte ein Tor. In der Gruppenphase der UEFA Women’s Champions League 2022/23 belegte sie mit Chelsea den ersten Platz, wobei sie in allen sechs Spielen eingesetzt wurde. Im Viertelfinale gewannen sie in Lyon mit 1:0 gegen Olympique Lyon, wobei ihr das Tor zum Sieg gelang. Das Rückspiel an der Stamford Bridge verloren sie zwar mit 1:2 nach Verlängerung, da die Auswärtstorregel aber in den europäischen Wettbewerben nicht mehr gilt, kam es zum Elfmeterschießen, das mit 4:3 gewonnen wurde. Dabei kam sie aber nicht zum Einsatz, da sie in der 90. Minute ausgewechselt wurde. Im Halbfinale schieden sie dann nach einer 0:1-Heimniederlage und einem 1:1 in Barcelona, bei dem sie den Ausgleichstreffer erzielte, gegen den späteren Sieger FC Barcelona aus. Die Meisterschaft schlossen sie dagegen mit dem erneuten Titelgewinn ab.

### Nationalmannschaften
Guro Reiten durchlief alle norwegischen Juniorinnenmannschaften, spielte aber zwischenzeitlich auch zweimal für die schwedische U16-Mannschaft gegen die norwegische Mannschaft. Mit der norwegischen U17-Mannschaft nahm sie im April 2010 an der zweiten Qualifikationsrunde für die Europameisterschaft 2010 teil. Sie scheiterten allerdings an Titelverteidiger Deutschland. Im Mai 2011 hatte sie ihre ersten Einsätze in der U19-Mannschaft, direkt bei der Europameisterschaft 2011 in Italien. Im ersten Spiel verlor sie zwar gegen Deutschland mit 1:3, da aber die beiden anderen Gruppenspiele gewonnen wurden, wobei sie beim 5:1 gegen Spanien das Tor zum 4:1 erzielte, erreichten sie das Halbfinale. Hier setzten sie sich mit 3:2 gegen die Gastgeberinnen durch und erreichten so das Finale, in dem sie erneut auf Deutschland trafen, aber mit 1:8 verloren. Mit dem Halbfinaleinzug hatten sie sich aber bereits für die U20-Weltmeisterschaft in Japan qualifiziert. Dort kam sie bei den beiden Siegen gegen Kanada und Argentinien zum Einsatz, durch die sie sich nach der Auftaktniederlage gegen Nordkorea für das Viertelfinale qualifizieren konnten. Dort war es erneut die deutsche Mannschaft, die sie aus dem Turnier warf. Zuvor hatte sie mit der U19-Mannschaft im September 2011 und Frühjahr 2012 an den beiden Qualifikationsrunden für die Europameisterschaft 2012 teilgenommen. Während die erste Runde problemlos lief und sie beim 9:0 gegen Bulgarien vier Tore beisteuern konnten, schieden sie in der zweiten Runde aufgrund des direkten Vergleichs gegen die Portugiesinnen aus, da sie gegen diese mit 1:3 verloren hatten. Im Oktober 2012 konnte sie dann mit zwei Toren, darunter das einzige im Spiel gegen Schottland, dazu beitragen, das die erste Qualifikationshürde für die Europameisterschaft 2013 mit drei Siegen erfolgreich genommen wurde. Die zweite Runde fand dann im April 2013 in ihrer Heimat statt und den Heimvorteil konnten sie indirekt nutzen: Nach den Gruppenspielen waren sie zwar nur Gruppenzweiter hinter England, aber als beste Gruppenzweite ebenfalls für die Endrunde qualifiziert. Diese fand im August 2013 in Wales statt. Im ersten Spiel verloren sie gegen Deutschland mit 0:5 und da sie auch noch mit 0:1 gegen die Finninnen verloren, nützte der abschließende 5:0-Sieg gegen Schweden nichts, mit dem ihre Zeit als Juniorennationalspielerin endete. Zwischen 2013 und 2016 hatte sie dann noch 14 Einsätze in der U-23-Mannschaft, die aber an keinen UEFA- und FIFA-Turnieren teilnahm.
Am 14. Januar 2014 hatte sie dann bei einem kleinen Turnier in La Manga del Mar Menor gegen Spanien ihren ersten Einsatz in der A-Nationalmannschaft, als sie in der 63. Minute eingewechselt wurde. Drei Tage später spielte sie dann gegen England über die vollen 90 Minuten. Am 13. Februar hatte sie dann gegen Griechenland in der Qualifikation für die WM 2015 ihren ersten Pflichtspieleinsatz und spielte auch da über 90 Minuten. Im März nahm sie dann am für Norwegen katastrophal verlaufenen Algarve-Cup 2014 teil, bei dem die Norwegerinnen erstmals kein Spiel gewinnen konnten. Nach zwei Einsätzen in den beiden letzten WM-Qualifikationsspielen durch die sich die Norwegerinnen für die WM qualifizierten und einem Freundschaftsspiel gegen Neuseeland, musste sie mehr als zwei Jahre auf ihren nächsten Einsatz warten, in denen sie aber für die U23-Mannschaft spielte. Erst zum Turnier um den Algarve-Cup 2017 wurde sie wieder für die A-Nationalmannschaft nominiert und in drei Spielen eingesetzt. Allerdings lief dieser nur etwas besser als bei ihrer ersten Teilnahme 2014, denn die Norwegerinnen konnten nur mit einem Sieg gegen Gastgeber Portugal den vorletzten Platz belegen. Sie konnte allerdings drei Minuten nach ihrer Einwechslung mit ihrem ersten Tor für die A-Nationalmannschaft den 2:0-Endstand erzielen.
Im Juni wurde sie auch für die EM 2017 nominiert und dort im Eröffnungsspiel gegen die Niederlande eingewechselt. Im letzten Gruppenspiel gegen Dänemark spielte sie dann über 90 Minuten, konnte aber auch nicht verhindern, dass ihre Mannschaft erstmals bei einem großen Turnier ohne Punkt und Tor ausschied.
Im ersten Spiel nach der EM-Endrunde, einem WM-Qualifikationsspiel gegen Nordirland erzielte sie zwei Tore und auch beim folgenden Qualifikationsspiel gegen die Slowakei gelang ihr ein Tor. Mit 4:1 und 6:1 setzten sich die Norwegerinnen an die Spitze der Tabelle ihrer Qualifikationsgruppe. Sie kam in allen acht Qualifikationsspielen zum Einsatz und war mit insgesamt vier Toren drittbeste Torschützin der Norwegerinnen in der erfolgreich abgeschlossenen Qualifikation.
Ihren ersten Turniererfolg hatte sie 2019 mit dem Gewinn des Algarve-Cups. Am 2. Mai wurde sie für die WM 2019 und damit ihre erste WM nominiert. Bei der WM kam sie in den fünf Spielen der Norwegerinnen zum Einsatz. Im ersten Gruppenspiel gegen Nigeria erzielte sie das erste Turniertor für die Norwegerinnen (Endstand 3:0). Durch eine 0:3-Niederlage gegen England im Viertelfinale schied sie mit ihrer Mannschaft aus und verpasste damit auch die Olympischen Spiele 2020.
In der Qualifikation für die EM 2022 wurde sie in allen sechs Spielen der Norwegerinnen eingesetzt und erzielte vier Tore, darunter den 1:0-Siegtreffer im ersten Spiel gegen Wales. Da sie nach den sechs Spielen qualifiziert waren, fanden die letzten beiden Spiele, die wegen der COVID-19-Pandemie mehrfach verschoben worden waren und die keinen Einfluss mehr auf die übrige Qualifikation hatten, nicht mehr statt. In den ersten sechs Spielen der danach begonnenen Qualifikation für die WM 2023 wurde sie immer eingesetzt und erzielte zwei Tore.
Am 7. Juni 2022 wurde sie für die EM-Endrunde nominiert. Sie wurde in den drei Gruppenspielen eingesetzt, die mit einem 4:1-Sieg gegen EM-Neuling Nordirland begannen, bei dem sie das letzte Tor erzielte. Danach kassierten sie gegen England mit 0:8 die höchste Niederlage ihrer Länderspielgeschichte. Durch eine 0:1-Niederlage, die erste überhaupt gegen Österreich, verpassten sie als Gruppendritte die K.-o.-Runde.
Mit zwei Siegen zum Abschluss der Qualifikation für die WM 2023 sicherten sich die Norwegerinnen einen Startplatz bei der WM in Australien und Neuseeland. Am 19. Juni 2023 wurde sie für die WM-Endrunde nominiert. Bei der WM kam sie in den vier Spielen der Norwegerinnen zum Einsatz. Im dritten Gruppenspiel gegen die Philippinen erzielte sie per Strafstoß das Tor zum zwischenzeitlichen 4:0 (Endstand 6:0) und im Achtelfinale gegen Japan das Tor zum 1:1-Ausgleich, das 100. WM-Tor der Norwegerinnen, verlor aber am Ende mit 1:3 und schied damit aus.
Da erstmals das Abschneiden bei der WM für die europäischen Teams nicht entscheidend für die Qualifikation zu den Olympischen Spielen 2024 war, hatten die Norwegerinnen noch die Chance sich über die UEFA Women’s Nations League 2023/24 für die Spiele in Paris zu qualifizieren. Die Norwegerinnen konnten aber nur ein Spiel gewinnen und verpassten als Gruppendritte nicht nur das Final Four Turnier, bei dem um zwei Olympiatickets gespielt wurde, sondern mussten auch in die Relegation, die sie aber gegen Kroatien mit 3:0 und 5:0 erfolgreich abschlossen. Guro kam in zwei Gruppenspielen und den beiden Play-off-Spielen zum Einsatz.
Am 16. Juni 2025 wurde sie für die Endrunde der EM 2025 nominiert. Sie kam dreimal zum Einsatz und wurde nur im dritten Gruppenspiel nicht eingesetzt als einige Stammspielerinnen geschont wurden, da die Norwegerinnen nach zwei gewonnenen Spielen bereits für das Achtelfinale qualifiziert waren. In diesem schieden sie gegen Italien durch ein Last-Minute-Gegentor aus.

## Erfolge
- Norwegischer Meister und Torschützenkönigin 2017 und 2018
- Norwegischer Pokalsieger 2018
- Algarve-Cup-Sieger 2019
- Englischer Meister 2019/20 (nach Saisonabbruch), 2020/21, 2021/22, 2022/23, 2023/24 und 2024/25 (alle mit Chelsea)
- WSL-Cup-Gewinner 2019/2020, 2020/21 und 2024/25
- Women’s FA Community Shield Gewinner 2020/2021
- FA-Women’s-Cup-Sieger 2020/2021, 2021/22, 2022/23 und 2024/25  (alle mit Chelsea)

## Auszeichnungen
- Gullballen: 2022[18]